# Rheumaptera subalbida
Rheumaptera subalbida là một loài bướm đêm trong họ Geometridae.